# III. Szenuszert piramisa

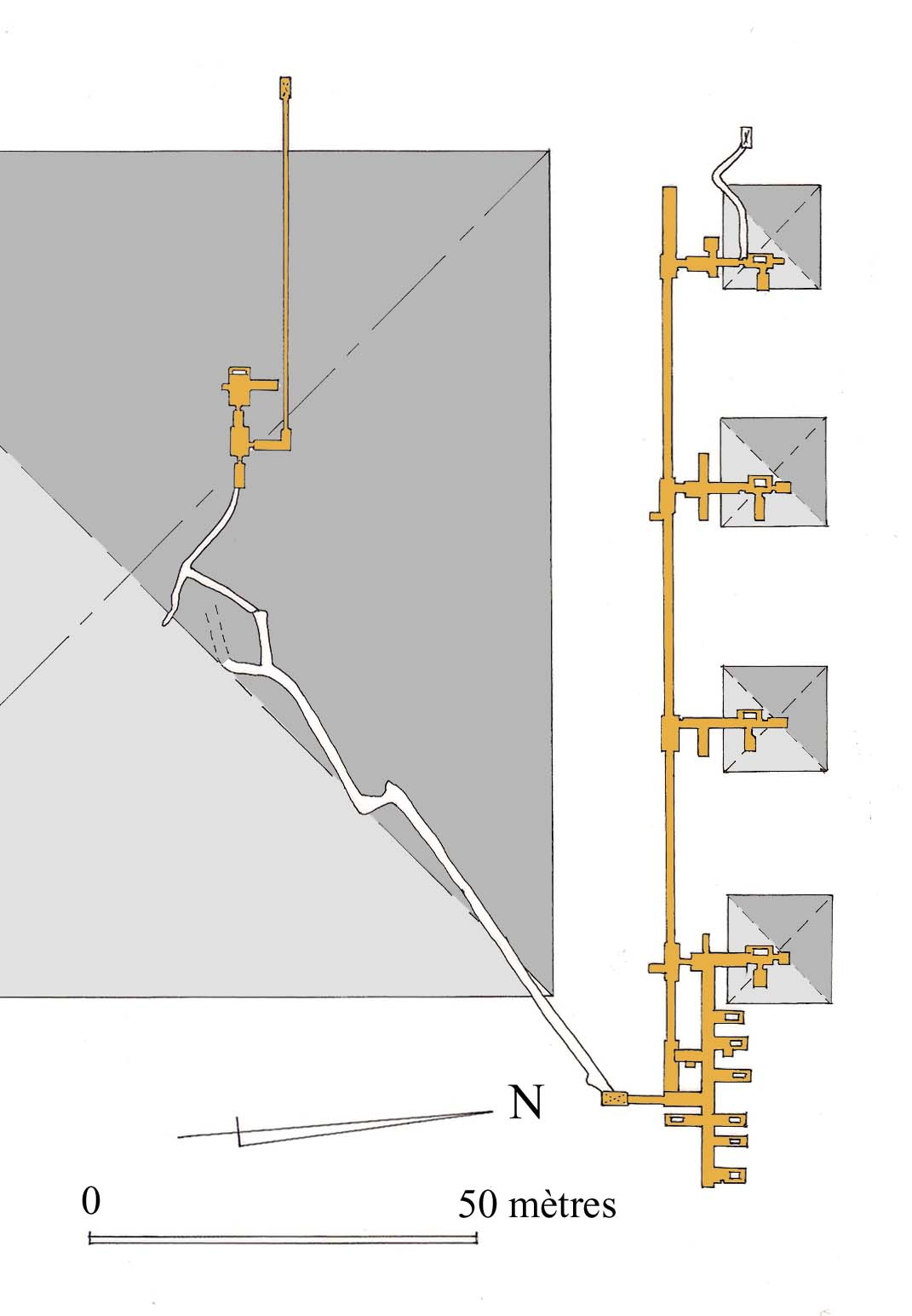
A piramis alaprajza a négy északi szatellittel

III. Szenuszert piramisa Dahsúrban épült fel a középbirodalmi XII. dinasztia idején az i. e. 19. században. Az óbirodalmi Sznofru Vörös piramisának északi szomszédja, II. Amenemhat „Hatalmas piramisától” egy kilométerre északra fekszik.

## Az építtető
A piramist III. Szenuszert Hakauré építtette, aki a Középbirodalom korának egyik legstabilabb helyzetű királya volt. A piramis alapterülete mégsem különbözik a többi középbirodalmi piramis méretétől, pontosan 200 egyiptomi könyök oldalhosszúságúra épült. Falai azonban meredeken emelkedtek, így a legmagasabb korabeli piramis – eredetileg 78 méter –, csak ennyi utal Szenuszert hatalmára. A piramis mellett még hét darab szatellit-piramis is emelkedett a királynék számára – három nagyobb a déli oldalon és négy kisebb az északin –, ezek azonban mára teljesen elpusztultak. Ezeket Dieter Arnold 1997-es ásatásáig masztabáknak vélték.

## A piramis szerkezete

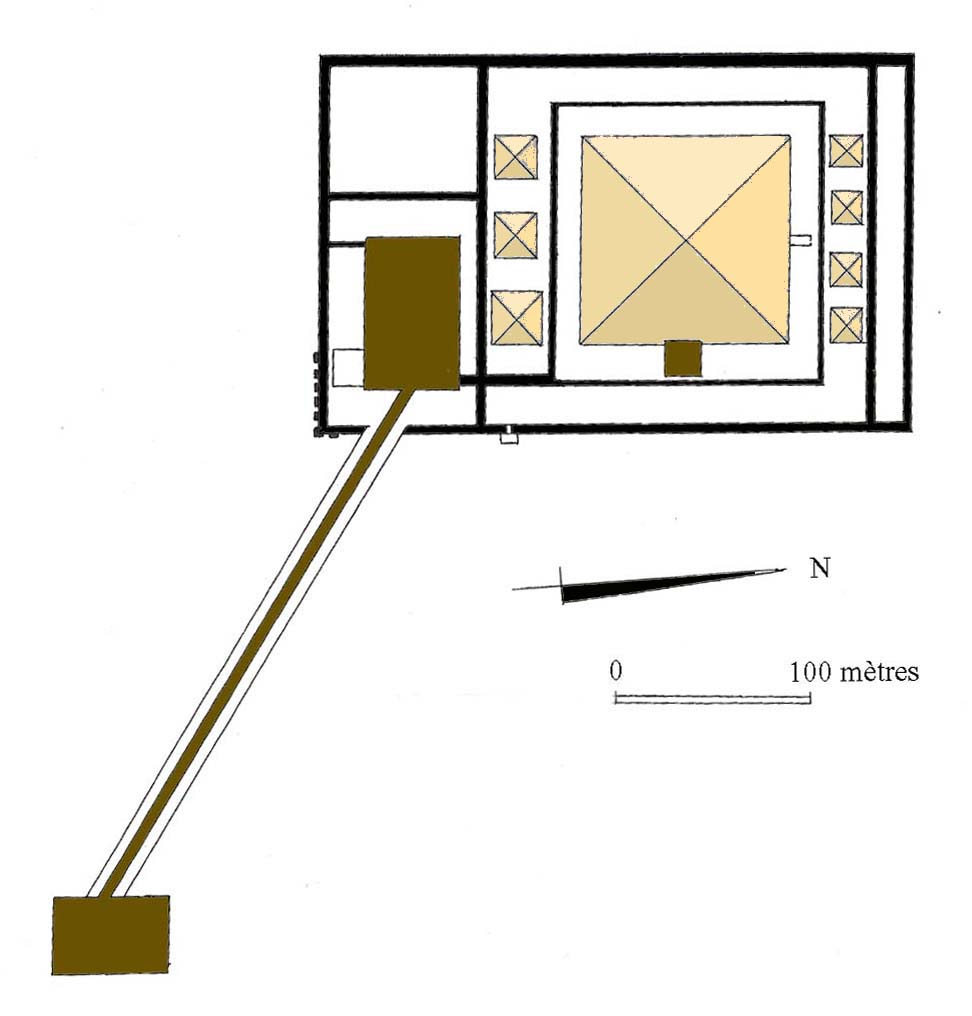
Szenuszert piramiskomplexuma

Az épület tájolása csak hozzávetőlegesen észak-déli. A piramist a szokvány középbirodalmi technológiával építették. Az alap átlóiban kőtámfalakat emeltek, amelyek közeit agyagtéglával, régi agyagedények törmelékével és homokkal töltötték fel. A téglák két jellemző méretben készültek, 12,8×20×38 és 14,2×23×43 cm oldalhosszakkal. Az edénytöredékek részben az Óbirodalom korából származnak, a homok pedig a réseket töltötte ki, így nem kellett habarcsot használni.
A stabilitás érdekében a fő támfalakhoz az oldalakra merőlegesen mellék támfalak is csatlakoztak. A téglamag egy 25–30 cm magasságú platformon áll, amelyet kőből raktak ki. Ettől számítva 0,5–1 méter mélységű és 4,5–4,9 m széles árok képezte a burkolat alapjait, amelyben három sor téglára helyezett kőréteg volt a teherhordó elem. A borítás jó minőségű turai mészkőből készült, ennek kvádereit fecskefarkú illesztéssel kapcsolták össze. A kőburkolat eredetileg elérhette a 4,5 m vastagságot, nagy részük egyenméretű, 0,59×1,83×2,52 méteres. A belső mag eredetileg lépcsőzetes volt, amelynek néhány sorára a burkolatot támasztó kvádereket helyeztek.
A piramis északi oldalához egy kis kápolna csatlakozott, de ez már nem található meg, kevés maradványait Howard Vyse és Richard Lepsius írták le. A halotti templom keleten állt a piramiskörzeten kívül, de mivel külön kerítése volt, ez egy második kultuszkerületet alkotott. Ez is elpusztult már a Ramesszidák korában, és már nem lehet rekonstruálni sem. Csak az agyagtégla alapok maradtak meg, ennek alapján területe körülbelül 18×15 m lehetett. Vörös gránit ajtókeretet, domborművek töredékeit találták meg a környéken. A második kerítésen kívül a nyugati sarok mellett állt a bárkagödör.
A piramis sírkamrájához vezető folyosó az egyiptomi történelem során először nem az északi oldalról nyílik, hanem a nyugati oldalról, de annak sem a közepéről. A gipsszel bevakolt gránit sírkamrát három hatalmas kőtömb zárta volna el, de sosem zárták le a kamrát. A kanópuszedények hiánya – miközben a kanópuszláda megvan – és az üres szarkofág arra enged következtetni, hogy nem ez volt Szenuszert valódi sírhelye, hanem az abüdoszi. A sírkamrát álboltozat fedi, amely felett öt mészkő gerenda és egy téglaboltozat egészítette ki a teherhordó szerkezetet. A folyosók és a sírkamra a VI. dinasztia elrendezésére emlékeztető. A délnyugati sarokban álló szatellit-piramis sírkamrája is a piramis alatt helyezkedik el.

## Feltárása
Az első kutató John Shae Perring volt, aki 1839. szeptember 8-án igyekezett felkutatni a piramis bejáratát. Ez azonban sem neki, sem Gaston Masperónak nem sikerült az 1882–1883-as ásatási szezonban. Jacques de Morgan lépett be először a piramisba 1895 novemberében.